# Chromebook
Chromebook je označení pro platformu notebooků a tabletů s přednastaveným operačním systémem ChromeOS. Tvůrcem projektu i operačního systému je společnost Google.
Platforma vznikla v roce 2011 a od té doby se zapojilo do výroby konkrétních typů více společností, jako Acer, Asus, Dell, Fujitsu, HP, Lenovo, Samsung a další. Původně šlo o zařízení orientovaná pouze na cloudové aplikace (především od Googlu v rámci Google účtu), které je možno provozovat i v offline režimu (při obnově připojení dochází k synchronizaci). V roce 2017 a 2018 byla funkcionalita rozšířena i o možnost spouštět lokální aplikace původně určené pro operační systémy Android a Linux. Platforma si získala větší popularitu například ve vzdělávacím sektoru.
Kromě typických notebooků, případně tabletů, existují také tzv. nettopy (malé stolní počítače) Chromebox, jednotky Chromebase typu „all-in-one“ (všechny komponenty fyzicky uložené společně s displejem) a jednotky Chromebit (tzv. „stick PC“ připojovaný přes rozhraní HDMI).